# 婚姻勿語
《婚姻勿語》（英語：This Thing Called Love），原片名《婚姻大事》，是1991年上映的一部香港愛情喜劇電影，由李志毅執導，葉童、梁家輝、關之琳及爾冬陞主演。葉童憑本片榮獲第11屆香港電影金像獎最佳女主角。

## 劇情
設計師宋兆仁（梁家輝 飾）與妻子辛可兒（葉童 飾）結婚三年，二人生活美滿，其實感情已出現危機。一天，兆仁向可兒坦承戀上音樂教師Paula，決定與可兒離婚，可兒此時才驚覺二人的關係已到了無可挽救的地步。在離婚的打擊下，可兒被迫學習獨立生活，亦開始了另一段戀情。兆仁得知前妻覓得新男友Michael（潘震偉 飾），既感到安慰，但心頭又泛起莫名醋意......

## 角色
| 演員   | 角色          | 備註                                                                                       |
| 葉童   | 辛可兒        | 宋兆仁之妻                                                                                 |
| 梁家輝 | 宋兆仁        | 辛可兒之夫，建築設計師，但對音樂懷有夢想。                                                 |
| 關之琳 | Janis         | 辛可兒的同事，被可兒討厭並稱為「電池珍」，但與宋兆仁關係良好。後與可兒成為閨密。           |
| 爾冬陞 | John          | 宋兆仁的好友，被前妻拋棄的單親父親。                                                       |
| 潘震偉 | Michael       | 辛可兒的新男友                                                                             |
| 潘芳芳 | Maggie        | John的朋友                                                                                 |
| 張之亮 |               |                                                                                            |
| 許英秀 |               |                                                                                            |
| 周美鳳 |               |                                                                                            |
| -      | 陳寶娜／Paula | 宋兆仁的鋼琴教師兼外遇對象，夜間電台節目主持。全片從未現身，只出現過主持電台節目時的聲音。 |

## 獎項
| 年份 | 頒獎典禮             | 獎項         | 名字   | 結果 |
| ---- | -------------------- | ------------ | ------ | ---- |
| 1990 | 第27屆金馬獎         | 最佳女主角   | 葉童   | 提名 |
| 1992 | 第11屆香港電影金像獎 | 最佳電影     |        | 提名 |
| 1992 | 第11屆香港電影金像獎 | 最佳編劇     | 李志毅 | 提名 |
| 1992 | 第11屆香港電影金像獎 | 最佳女主角   | 葉童   | 獲獎 |
| 1992 | 第11屆香港電影金像獎 | 最佳女配角   | 關之琳 | 提名 |
| 1992 | 第11屆香港電影金像獎 | 最佳電影配樂 | 包以正 | 提名 |

## 外部連結
- 香港影庫上《婚姻勿語》的資料（繁體中文）
- 開眼電影網上《婚姻勿語》的資料（繁體中文）
- 时光网上《婚姻勿語》的資料（简体中文）
- 豆瓣电影上《婚姻勿語》的資料 （简体中文）
- AllMovie上《婚姻勿語》的资料（英文）
- 互联网电影数据库（IMDb）上《婚姻勿語》的资料（英文）